# The Pot
«The Pot» (en español: «El Tarro») es una canción de la banda estadounidense Tool. Se lanzó como el segundo sencillo desprendido del álbum 10,000 Days . La canción fue su primer #1 en el Billboard Mainstream Rock Tracks. En 2008, la canción recibió una nominación al Grammy por "mejor interpretación del hard rock". De acuerdo con The Rock Radio, un vídeo fue filmado durante las vacaciones de invierno de 2006, aunque nunca fue estrenado.
A los 3:45 minutos, Justin Chancellor toca un solo de bajo utilizando efectos como delay, wah-wah, fuzz y whammy (por lo que parece un solo de guitarra).

## Significado de la letra
Adam Jones ha confirmado que el título hace referencia a la hipocresía. Las letras contienen metáforas y referencias a los juicios canguro, la frase "pot calling the kettle black" y el agite de los dedos. El uso de la palabra "high" es un doble sentido, en referencia a la intoxicación de drogas tanto a sí mismo y creer estar por encima de otros, y el título en sí es también un doble sentido, se refiere tanto al tarro en la metáfora, así como la jerga término utilizado para referirse a la marihuana.

## Lista de canciones
Sencillo en CD
1. «The Pot» – 6:22
2. «The Pot» (Radio edit) – 3:46

## Personal
Tool
- Danny Carey – batería
- Justin Chancellor – bajo
- Adam Jones – guitarra
- Maynard James Keenan – voz

Producción
- Joe Barresi – ingeniería y mezcla
- Bob Ludwig – masterización

## Posicionamiento en listas
| País           | Lista (2006)           | Mejor posición |
| -------------- | ---------------------- | -------------- |
| Estados Unidos | Modern Rock Tracks     | 5              |
| Estados Unidos | Mainstream Rock Tracks | 1              |

### Sucesión en listas
| Anterior: «Land of Confusion» de Disturbed | Billboard Mainstream Rock Tracks — Sencillo Nro 1 25 de noviembre de 2006 — 16 de diciembre de 2006 | Siguiente: «Pain» de Three Days Grace |

## Versiones
- En 2016, la banda británica No Consequence grabó su versión incluida en Decades of Destruction, un álbum compilatorio realizado por la revista Metal Hammer.[6]